# Krishan Sabnani
Krishan K. Sabnani (* 1954 in New Delhi) ist ein indisch-amerikanischer Netzwerk-Ingenieur.
Sabnani studierte Elektrotechnik am Indian Institute of Technology in Delhi in Kanpur mit dem Bachelorabschluss 1971, erwarb seinen Masterabschluss in den Niederlanden (1977) und wurde 1981 an der Columbia University promoviert. Er ging dann an die Bell Laboratories, wo er ab 1993 die Mobilkommunikationsforschung leitete und Senior Vice President des Netzwerk-Forschungslabors ist.
Er leistete wichtige Beiträge bei WLAN-Technologie und Netzwerk Protokollen. Seine Forschung fand sowohl im Internet als auch Mobilfunknetzwerken Anwendung. Von ihm stammen das SNR Protokoll, AirMail und das Reliable Multicast Transport Protocol (RMTP).
2005 erhielt er den W. Wallace McDowell Award und den IEEE Eric E. Sumner Award. Er ist Fellow des IEEE, der Association for Computing Machinery und Bell Labs Fellow. 2021 wurde Sabnani in die National Academy of Engineering gewählt.